# 90 (число)
90 (девяносто) — натуральное число, расположенное между числами 89 и 91.

## В математике
- Чётное двузначное число
- Недостаточное число[1]
- Злое число[2]
- Составное число[3]
- Плоское число
- Число харшад[4]
- 5-е число Шрёдера[5]
- 90° — прямой угол
- Количество трёхзначных чисел, являющихся палиндромами, равно 90[6].
- 90 — наименьшее число, которое можно представить в виде суммы двух простых чисел девятью различными способами, с точностью до порядка слагаемых (7+83, 11+79, 17+73, 19+71, 23+67, 29+61, 31+59, 37+53, 43+47). ↓84, ↑114
- 90 это прямоугольное число, так как это число факторизацию

## В науке
- Атомный номер тория

## В других областях
- 90 год; 90 год до н. э., 1990 год
- В кириллице — числовое значение буквы Ч (червь) или, ранее, Ҁ (коппа)
- ASCII-код символа «Z»
- В игре лото бочонок 90 называется «дедушка»
- 90 — код региона автомобильных номеров Московской области Российской Федерации с 2001 г
- Т-90 — Российский ОБТ.

## Числа 90-99
- 90  =  2 × 3 × 3 × 5
- 91  =  7 × 13, 13-е треугольное число, 7-е 6-угольное число
- 92  =  22 × 23, 8-е пятиугольное число
- 93  =  3 × 31
- 94  =  2 × 47, 4-е 17-угольное число
- 95  =  5 × 19, 5-е 11-угольное число
- 96  =  25 × 3, 6-е 8-угольное число
- 97  = простое число
- 98  =  2 × 7 × 7
- 99  =  32 × 11